# Rejon orichiwski
Rejon orichiwski – dawna jednostka administracyjna wchodząca w skład obwodu zaporoskiego Ukrainy.
Rejon utworzony w 1923, miał powierzchnię 1590 km² i liczył około 54 tysięcy mieszkańców. Siedzibą władz rejonu było miasto Orichiw.
Na terenie rejonu znajdowała się 1 miejska rada, 1 osiedlowa rada i 22 silskie rady, obejmujące w sumie 55 wsi i 4 osady.